# دولة أفغانستان الإسلامية
دولة أفغانستان الإسلامية (بالبشتوية: افغانیستان ایسلام دؤولتی) هو الاسم الرسمي لأفغانستان بعد سقوط الشيوعية فيها (جمهورية أفغانستان الديمقراطية) عندما كان يحكمها الحزب الديمقراطي الشعبي الأفغاني وأعقبها إنشاء أفغانستان الإسلامية بقيادة برهان الدين رباني أي من سنة 1992 إلى سنة 1996 عندما أطيح من قبل طالبان بقيادة محمد عمر وقد كانت هذه الحكومة معترفة بها في الأمم المتحدة إلى سقوط نظام طالبان في 2001.

## معرض صور

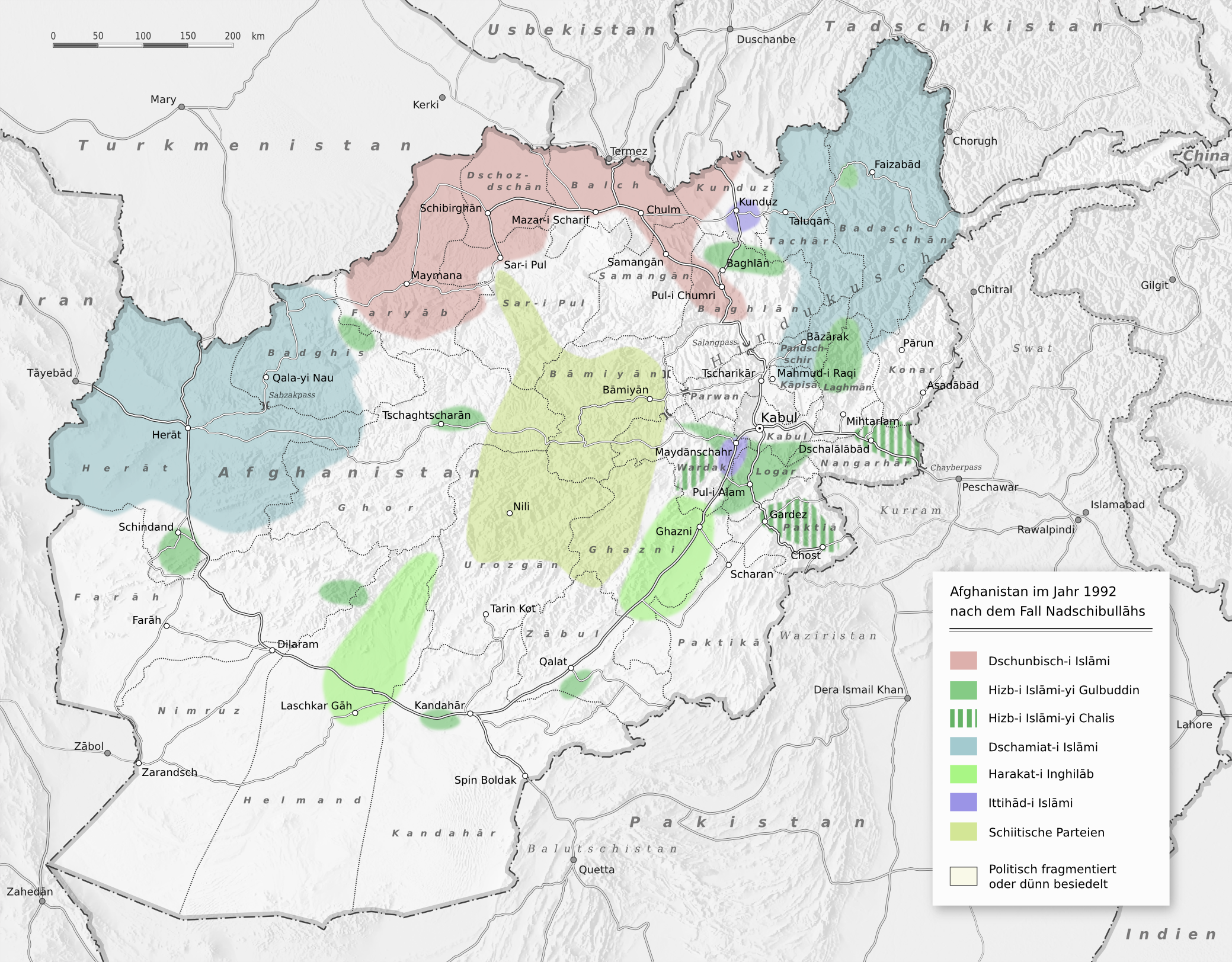
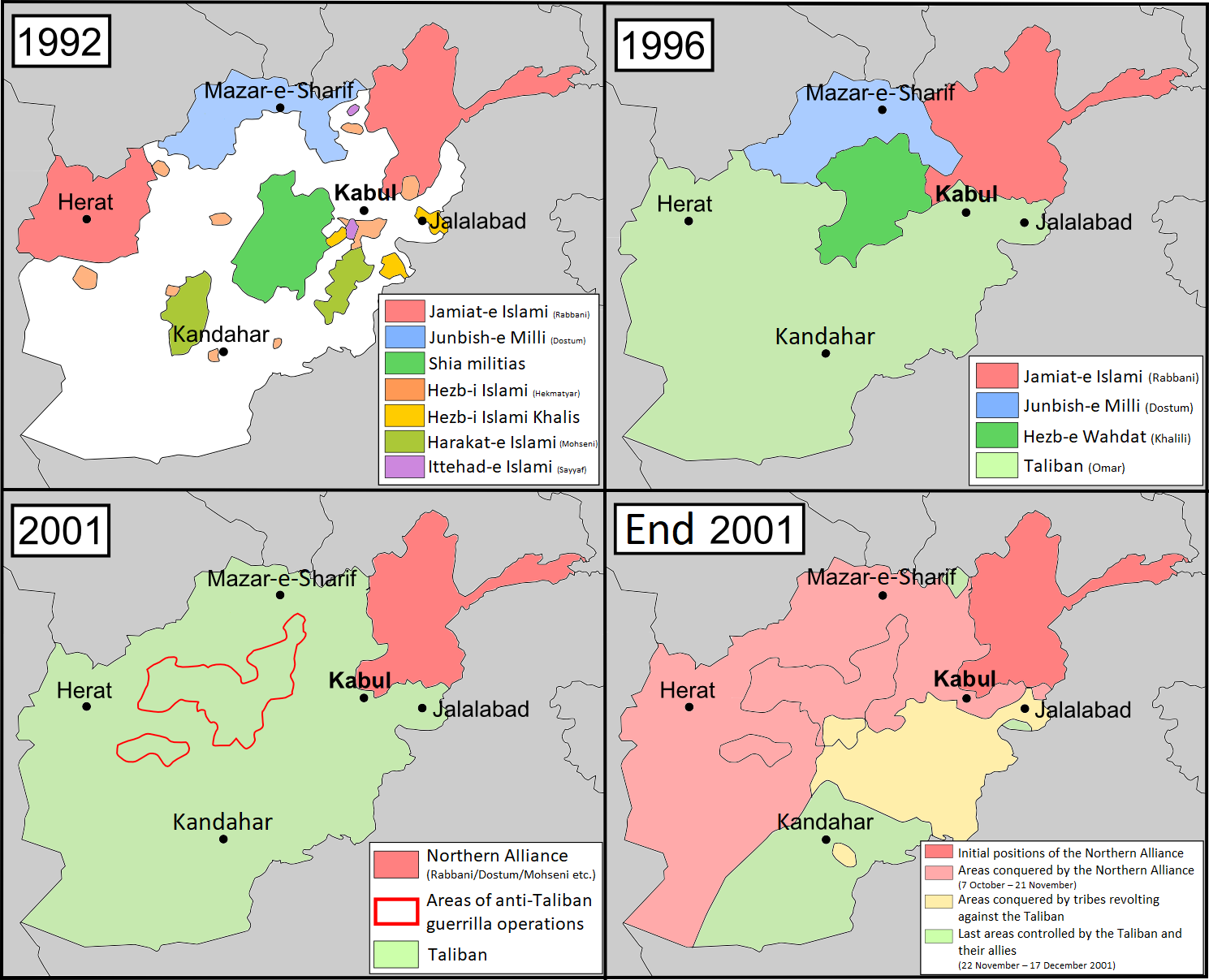
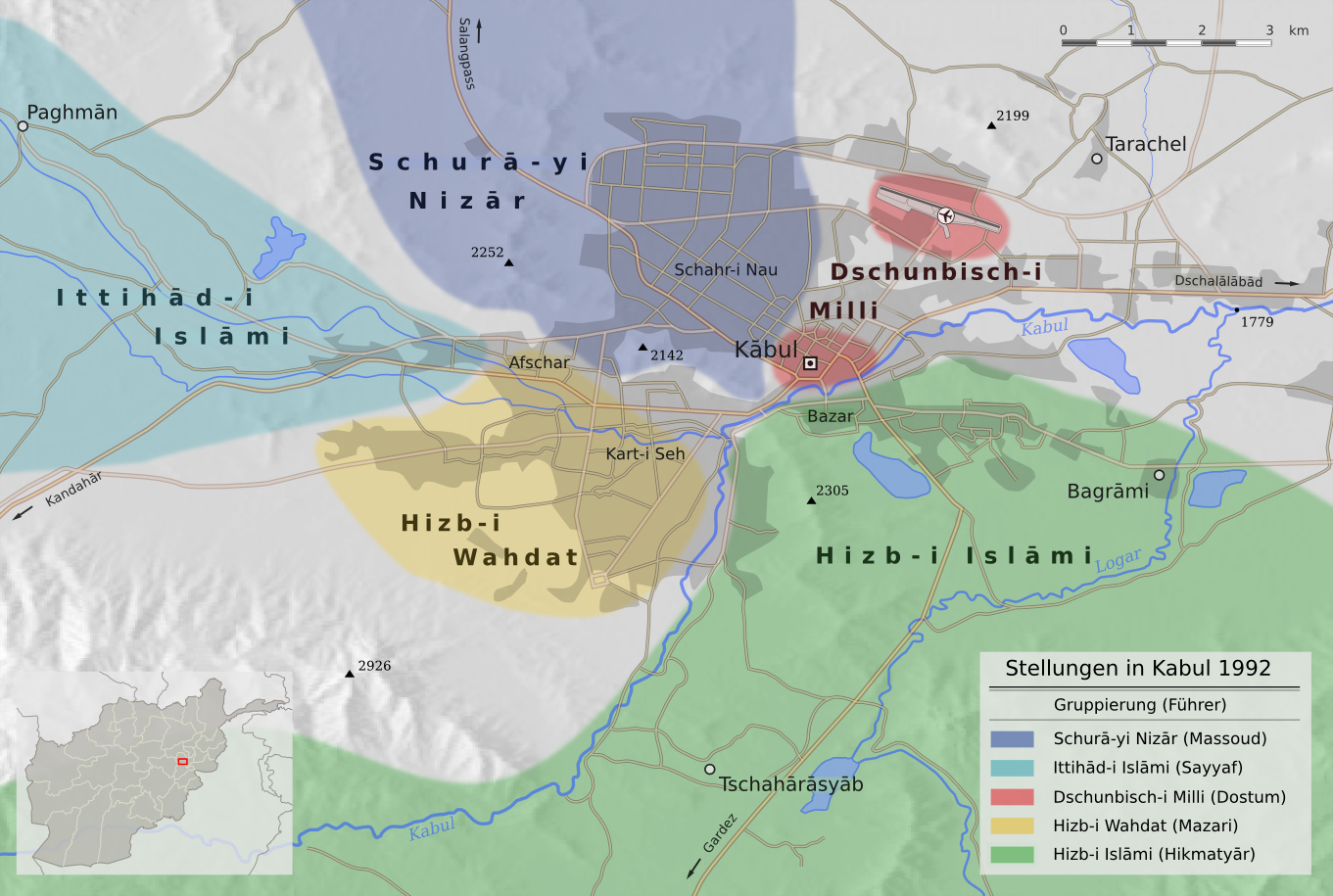
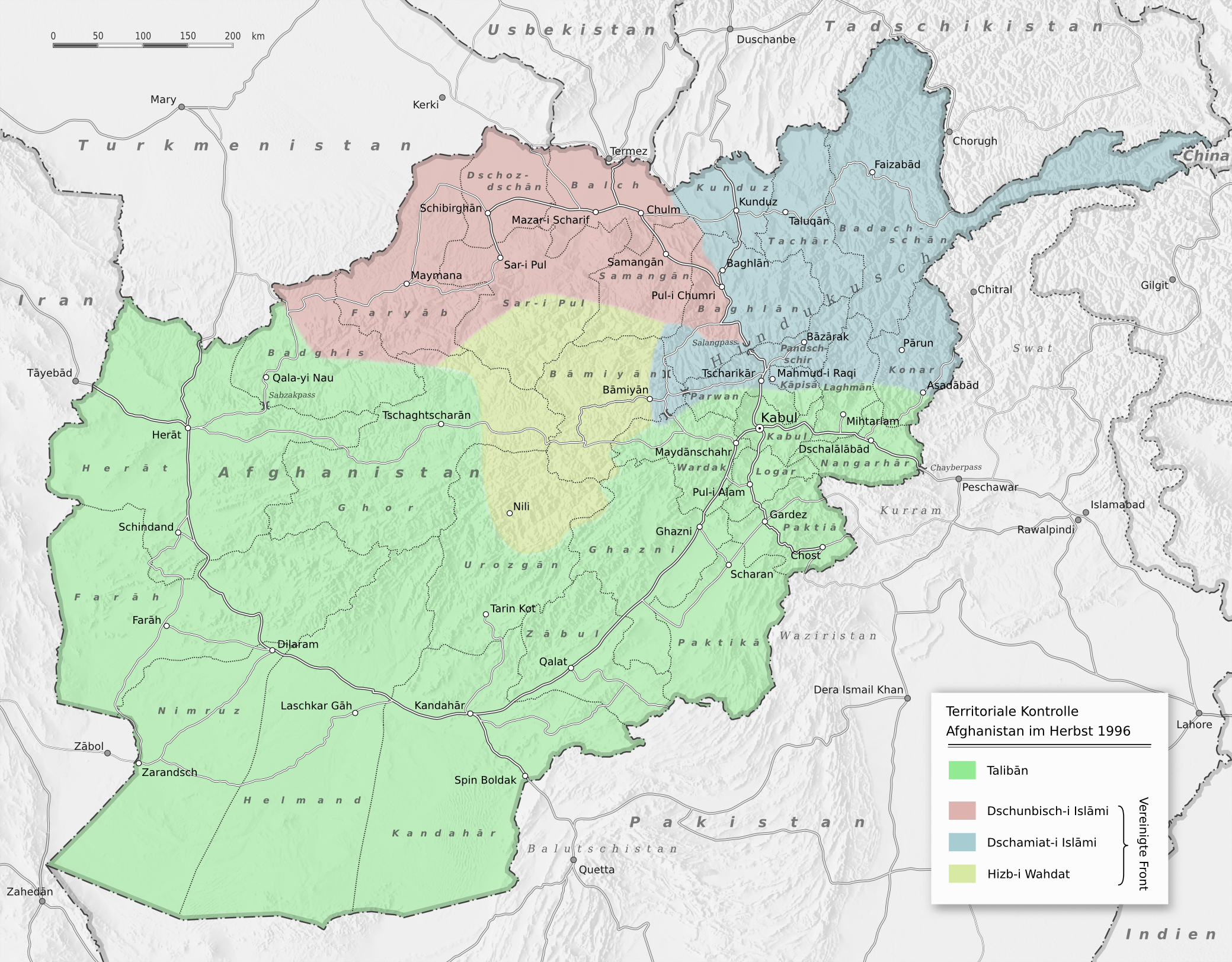
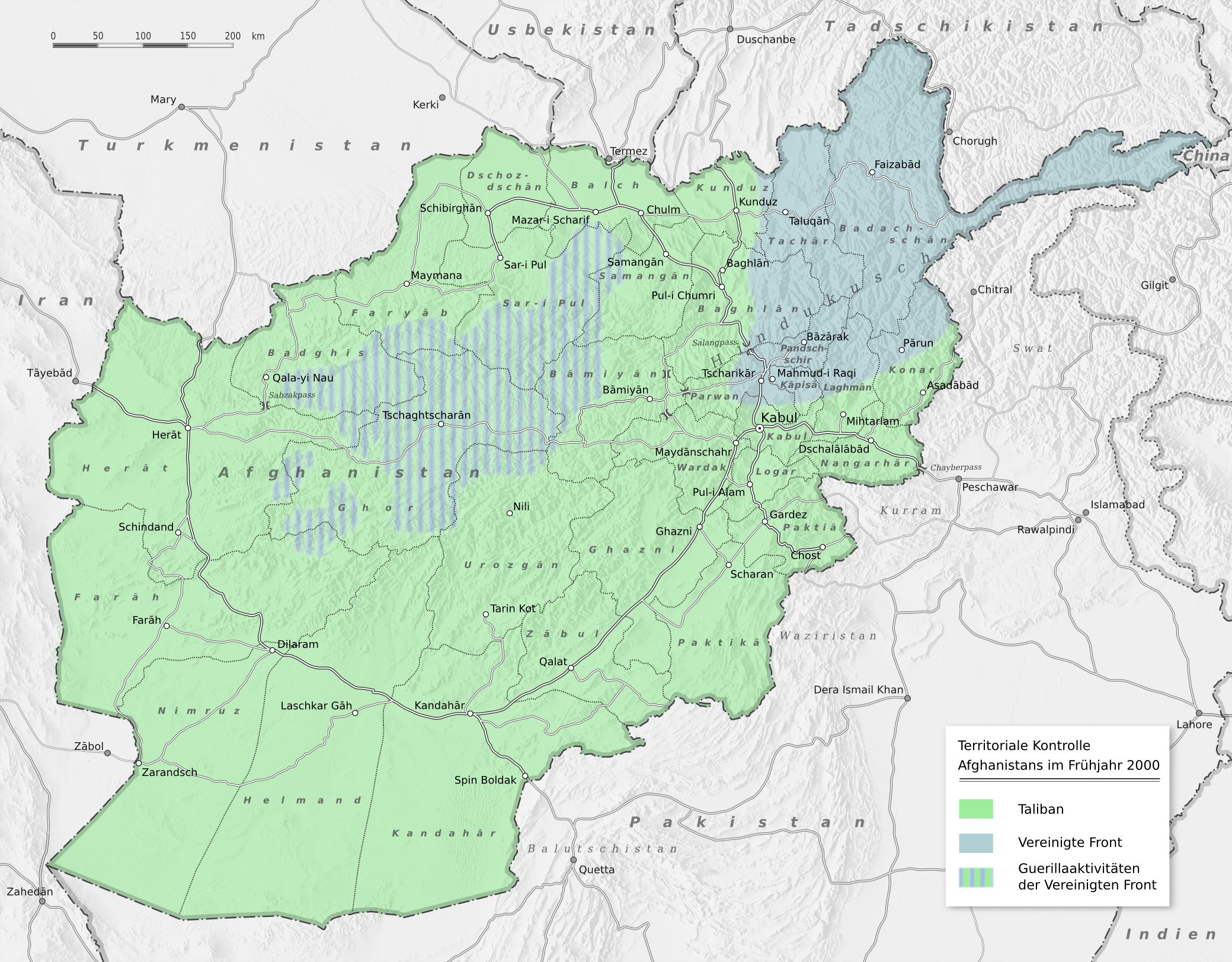